# HTC Touch Viva
HTC Touch Viva (кодовое имя HTC Opal, модельный индекс T222X) — коммуникатор фирмы HTC под управлением Windows Mobile 6.1.